# Kenny Marchant
Kenny Ewell Marchant (Bonham, 23 febbraio 1951) è un politico statunitense, membro della Camera dei Rappresentanti per lo stato del Texas dal 2005 al 2021.

## Biografia
Nato e cresciuto nel Texas, Marchant lavorò come agente immobiliare e imprenditore nel settore dell'edilizia.
Entrato in politica con il Partito Repubblicano, nel 1980 venne eletto all'interno del consiglio comunale di Carrollton e tra il 1984 e il 1986 fu sindaco della città. Nel 1987 venne eletto all'interno della legislatura statale del Texas, dove rimase per nove mandati.
Nel 2004 si candidò alla Camera dei Rappresentanti in un distretto congressuale che era stato ridefinito per renderlo decisamente più favorevole ai repubblicani. Marchant riuscì a vincere senza grosse difficoltà e venne riconfermato deputato nelle successive elezioni, finché nel 2020 annunciò il proprio ritiro e lasciò il Congresso dopo sedici anni di permanenza.
Dal matrimonio con Donna ha avuto quattro figli, fra cui Matthew, anche lui politico.